# Hamataliwa cordata
Hamataliwa cordata är en spindelart som beskrevs av Zhang, Zhu och Song 2005. Hamataliwa cordata ingår i släktet Hamataliwa och familjen lospindlar. Inga underarter finns listade i Catalogue of Life.